# Nogometni klub Junak Sinj
Il Nogometni klub Junak Sinj è una società calcistica croata con sede nella città di Signo.

## Storia

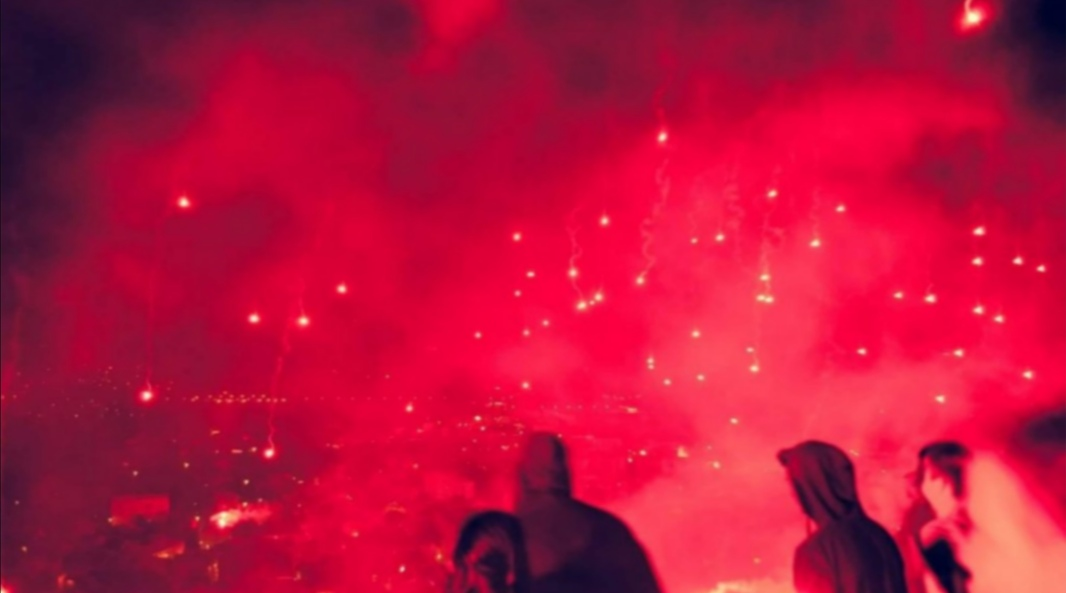
Celebrazione dei 100 anni del NK Junak

Il Nogometni klub Junak fu fondato nella città di Signo il 18 luglio 1916 ed il primo presidente del club fu Ante Brož. Nel 1922 cambiò denominazione in Velebit, nome che ebbe solo due anni, nel 1924 ritornò a chiamarsi Junak. 
Il club è stato fondato da studenti di Signo che studiavano a Spalato, Zagabria e in altre città. 
Il nome del club è nato da un "dispetto" nei confronti dell'Hajduk Spalato della vicina città di Spalato, poiché se nella città spalatina hanno l'Hajduk (in croato combattente) loro avrebbero avuto lo Junak (in croato eroe). 
La divisa è di colore blu anche se le partite di inizio secolo le hanno disputate in una combinazione nero-bianco perché, data la mancanza di denaro, non si poterono permettere panni di colore blu per le loro divise.
Nel 2016 la società festeggiò 100 anni dalla formazione disputando due amichevoli con le squadre spalatine, una con l'Hajduk Spalato e l'altra con il RNK Spalato, entrambe perse dalla squadra di Signo per 1-0.

## Tifoseria
I Maligani sono il gruppo dei tifosi dello Junak. Si formarono il 10 aprile del 1982. Sono i fedelissimi del KK Alkar oltre che del Junak.